# الطائر المحاكي (فلم)
الطائر المحاكي (بالإنجليزية: Mockingbird) هو فيلم رعب تم إنتاجه في الولايات المتحدة وصدر في سنة 2014. من بطولة ناتالي ألين ليند، أليفيا ألين ليند، اميلي الين ليند.

## القصة
يتم إعطاء زوجين كاميرا ومجموعة من التعليمات التي يجب أن يتبعوها وإلا يموت شخص ما منهم.

## وصلات خارجية
- مقالات تستعمل روابط فنية بلا صلة مع ويكي بيانات
- الطائر المحاكي  في قاعدة بيانات الأفلام على الإنترنت (بالإنجليزية)